# 이춘기
이춘기(李春基, 1905년 ~ 1989년 8월 5일)는 대한민국의 2대, 5대 국회의원이었다.
경성고등상업학교 또는 함흥 공립상업학교를 졸업 혹은 중퇴했다는 기록이 있다. 조선식산은행의 원산, 이리 등 지점에서 16년간 근무했다. 1940년 경성공학사(京城工學社)을 운영하였고, 1945년에는 재단법인 화성학원(華星學院)을 설립하였다. 대한농총(大韓農總) 이리연맹 위원장, 이리부 정고문(政顧問), 이리번영회 회장, 재단법인 남성중학교 이사장, 화성농장 지배인 등을 역임하였다.
1950년 2대 국회에 진출하여 국회 재정경제위원회 상임위원, 국제 제정경제위원회 예산결산위원, 민주국민당 당무위원 겸 전라북도 이리시지부 지부장, 민주국민당 전라북도당 최고위원 겸 상임위원, 민주당 중앙위원 겸 당무위원 등을 역임하였다.
1981년 국정자문위원회 위원에 위촉되었다. 1987년 11월 4일 총리공관에서 열린 만찬에 국무총리 김정렬의 초청을 받았다.

## 역대 선거 결과
|  | 31.26% |

|  | 26.41% |

|  | 33.39% |

|  | 33.42% |

|  | 50.81% |

|  | 13.5% |

## 참고 자료
- 이춘기 - 대한민국헌정회
- 한국근현대인물자료 (국사편찬위원회)